# Samfundet Manhem
Samfundet Manhem var en pronazistisk förening i Sverige som i folkbildande syfte samlade "nationellt sinnade" personer från medel- och överklassen. Enligt samfundets emblem bildades samfundet 19 september 1934. Ständig sekreterare i samfundet var ingenjör Carl-Ernfrid Carlberg. Samfundets symbol var solkorset. Sannolikt stod samfundet Manhem bakom utgivningen av tidningarna Dagens Eko, Nationell Krönika och Sverige Fritt. Samfundet var indelat i en styrelse, ett vetenskapligt råd och ett konstnärligt råd. Medlemmarna kallade sig "nygöter" eller "manhemare".
Samfundet var inte öppet nazistiskt. Man beskrev sig som politiskt obundna och hade som syfte 'nationell folkbildning'. Historikern Lena Berggren menar att samfundet ska "betraktas som en allmänt nationell idémiljö som, på grund av att flera av de ledande personerna och föreläsarna var organiserade nationalsocialister, fick en nazistisk framtoning."
Föreningen bedrev verksamhet fram till hösten 1944.

## Bakgrund
Namnet Manhem kom av Olof Rudbeck d.ä.s legendariska historieverk Atland Sive Manhem, vanligen kallat Atlantican. Verket började publiceras 1679 och påverkade starkt den göticistiska historieskrivningen och mytologin som föreningen grundade sin ideologi på. Carlbergs invigningstal i Manhemssalen 14 december 1935 hänvisade till bland andra Jordanes och göticismen via Ericus Olai och Rudbeck. Manhems syfte förklarades vara att främja svenskheten för "tillbakaträngande andligt förfall och nationell förnedring". Vid samma sammankomst höll Gösta Häggqvist ett tal kallat Manhem och rasforskningen där han sa att bevarandet av den svenska rasen är att bibehålla den götiska traditionen. 
Till motto valdes "Tro, kraft, heder" vilket de tagit från Götiska Förbundet, och vid sidan av detta den så kallade gymniska treklangen "hälsa, karaktär, skönhet". Samfundets emblem föreställer en klunga barrträd framför ett hav, och på vardera sida ett vikingaskepp med fören vänd utåt. De uttryckte att de byggde samfundet på "ärftlig egenart (ras) och urgammal svensk, götisk-gymnisk kulturgrund". "Folkstamvård" var ett av deras främsta syften. De menade sig å ena sidan verka för ökad förståelse av icke-nordiska människor, men av föreläsningarna, främst i Gösta Häggqvists tal, framgår deras rasism och tro på svensk övermänsklighet samt deras övertygelse om att nordbor intog en överordnad särställning i förhållande till andra folk. För att bevisa detta hänvisade man till antika och medeltida propagandaskrifter.

## Verksamhet
År 1936 talade Clarence von Rosen över ämnet ”Intryck från den nationalsocialistiska partidagen i Nürnberg 1936”. Andra föredrag hos Manhem under 1936 var till exempel Eric von Born om ”Judefrågan och dess lösning”, Per Engdahl om ”den fascistiska staten” och Carl Enfrid Carlbergs om ”Hitlers stora kulturtal vid rikspartidagen i Nürnberg 1936”. Redan 1942 avslöjades att samfundet registrerade judar. Skolelever hade fått brev hem där judiska klasskamrater pekades ut som företrädare för ett "främmande folk" som det var "en renlighetsuppgift att befria sig från".